# ホンダ・CL
CL(シーエル)は、本田技研工業がかつて製造販売したオートバイのシリーズ商標である。

## 概要
1960年代から1970年代にかけて製造販売されたオン・オフロード両用としたスクランブラータイプモデルに使用された商標である。初出は1962年にドリームCB72スーパースポーツをベースに一部パーツを共用する姉妹車として発売された排気量247ccのドリームCL72スクランブラーである。同モデル以降排気量別のバリエーションを追加しているが、全モデルともオンロードモデルもしくはビジネスモデルをベースにした上で以下に示す共通の仕様変更を施した。
- タイヤをブロックタイプへ換装
- マフラーをセンターアップへ変更
- 搭載される空冷4ストロークSOHCエンジンは中低速を重視したチューンへ変更
- ハンドルをブリッジ付きアップタイプへ変更
- サスペンションセッティングを変更

また一部モデルでは、クランクケース下部に鉄製アンダーガード装着・セルモーター廃止・専用フレームへの変更を実施した。
日本国内のみならず国外向け輸出も行われたが、競合他社のモデルがオフ性能をより強化したデュアルパーパスにシフトしたことから、性能に見劣りがするようになり、日本国内モデルは1974年までによりオフ性能を重視したSLシリーズや2ストロークエンジンを搭載するエルシノアシリーズへ移行する形で、海外向け輸出仕様もXLシリーズへ移行する形で1977年までに製造中止となったが、1990年代にレトロブームにより50cc・400ccの2モデルが復刻された。しかしいずれも2000年代前半には製造中止になっており、これ以降2017年現在でも本商標を使用するモデルの製造販売は行われていない。
なお、20年ぶりに復活したCLのブランドに排気量249ccのCL250と排気量471ccのCL500が2022年11月で発表される、シンプルなスタイルにレブルのベースにしたモデル。

## モデル一覧
※各モデルの詳細はリンク先を参照のこと

### 50cc以下
| 車名         | 製造開始 | 製造終了 | エンジン形態  | 姉妹車 （ベースモデル） | 備考         |
| ------------ | -------- | -------- | ------------- | ----------------------- | ------------ |
| ベンリイCL50 | 1967年   | 1973年   | 前傾80°単気筒 | ベンリイCS50            |              |
| ベンリィCL50 | 1997年   | 2001年   | 前傾80°単気筒 | ベンリイCD50            | 型式名A-CD50 |

### 51cc - 125cc
| 車名          | 製造開始 | 製造終了 | エンジン形態  | 姉妹車 （ベースモデル） | 備考             |
| ------------- | -------- | -------- | ------------- | ----------------------- | ---------------- |
| ベンリイCL65  | 1968年   | 1970年   | 前傾80°単気筒 | ベンリイCS65            |                  |
| ベンリイCL70  | 1970年   | 1973年   | 前傾80°単気筒 | ベンリイCD70            |                  |
| ベンリイCL90  | 1966年   | 1970年   | 前傾80°単気筒 | ベンリイCS90            |                  |
| ベンリイCL90  | 1970年   | 1973年   | 前傾12°単気筒 | ベンリイCB90            | モデルチェンジ   |
| CL100         | 1970年   | 1973年   | 前傾12°単気筒 | CB100                   | 北米向け輸出仕様 |
| ベンリイCL125 | 1968年   | 1973年   | 並列2気筒     | ベンリイCB125           |                  |
| CL125S        | 1973年   | 1974年   | 前傾15°単気筒 | CB125S CD125S TL125     | 輸出専用仕様     |

### 126cc - 250cc
| 車名                        | 製造開始 | 製造終了 | エンジン形態 | 姉妹車 （ベースモデル）       | 備考            |
| --------------------------- | -------- | -------- | ------------ | ----------------------------- | --------------- |
| ベンリイCL135               | 1970年   | 1973年   | 並列2気筒    | ベンリイCB135                 |                 |
| CL160                       | 1964年   | 1973年   | 並列2気筒    | ベンリイCB160                 | 輸出専用仕様    |
| CL175                       | 1970年   | 1973年   | 並列2気筒    | CB175 ベンリイSL175           |                 |
| CL200                       | 1974年   | 1974年   | 並列2気筒    | CB200                         | 輸出専用仕様    |
| ドリームCL72 スクランブラー | 1962年   | 1968年   | 並列2気筒    | ドリームCB72 スーパースポーツ |                 |
| ドリームCL250               | 1968年   | 1974年   | 並列2気筒    | ドリームCB250                 |                 |
| CL250                       | 2022年   |          | 単気筒       | レブル250                     | 海外仕様のCL300 |

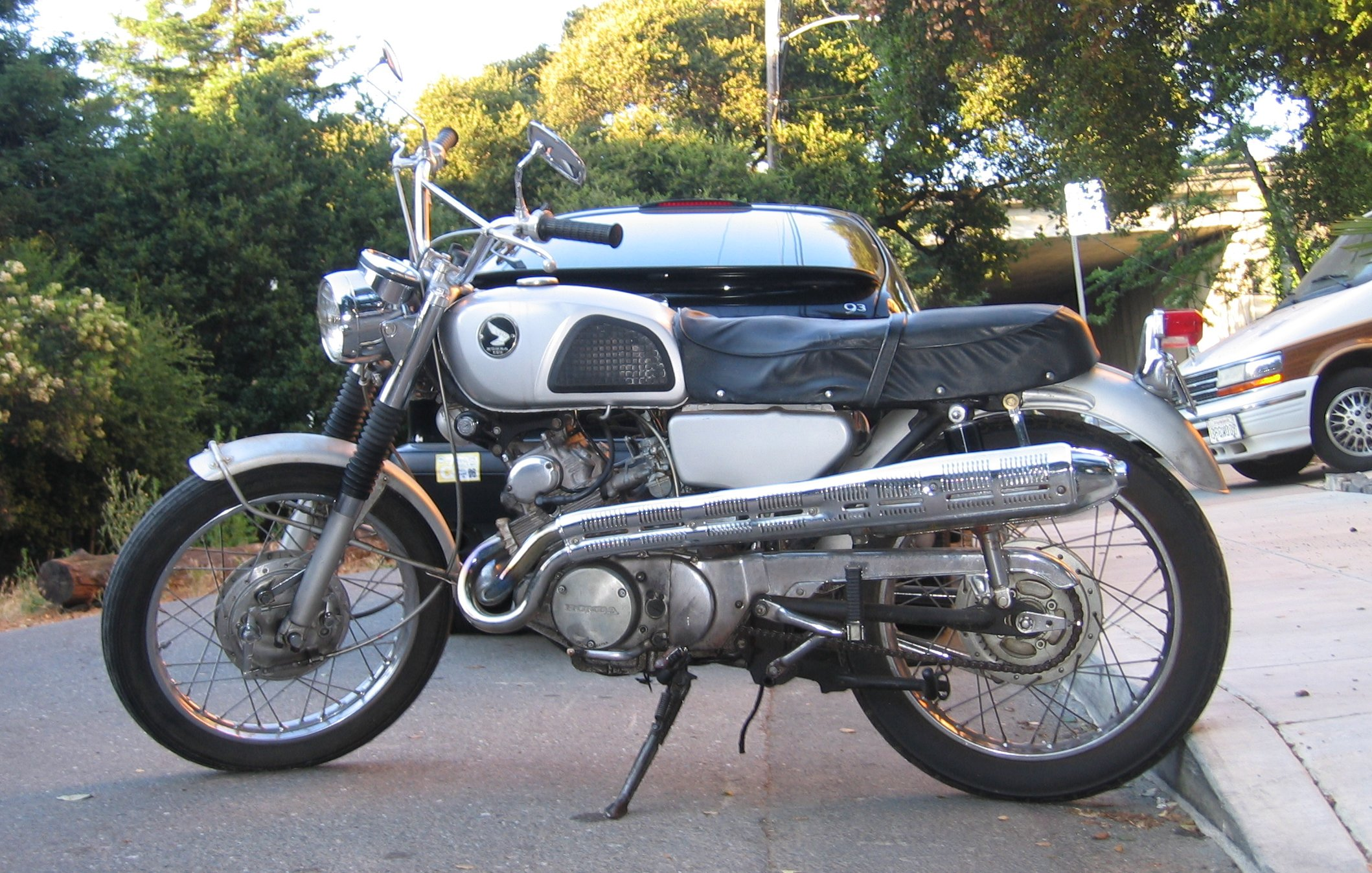
CL160
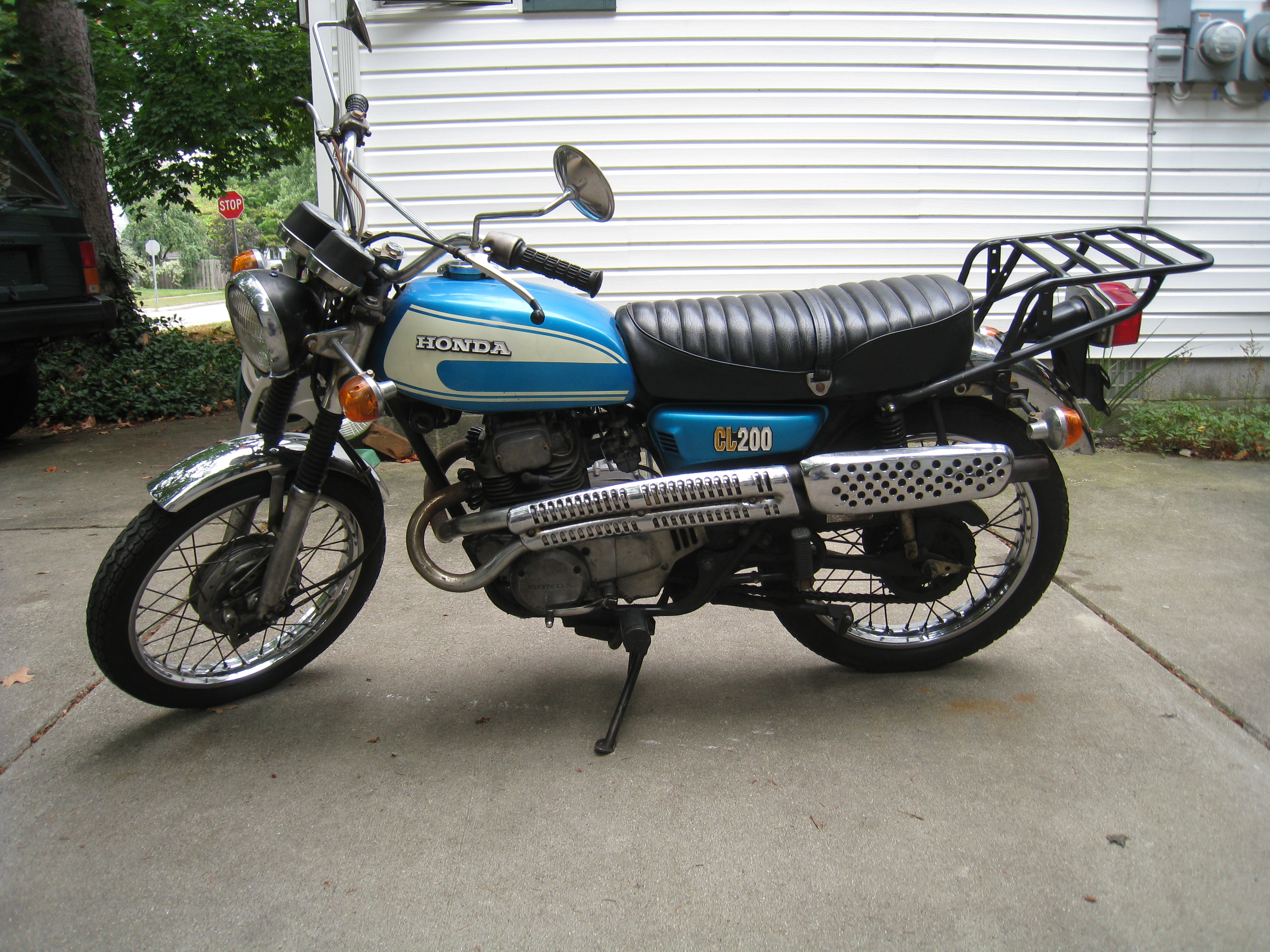
CL200
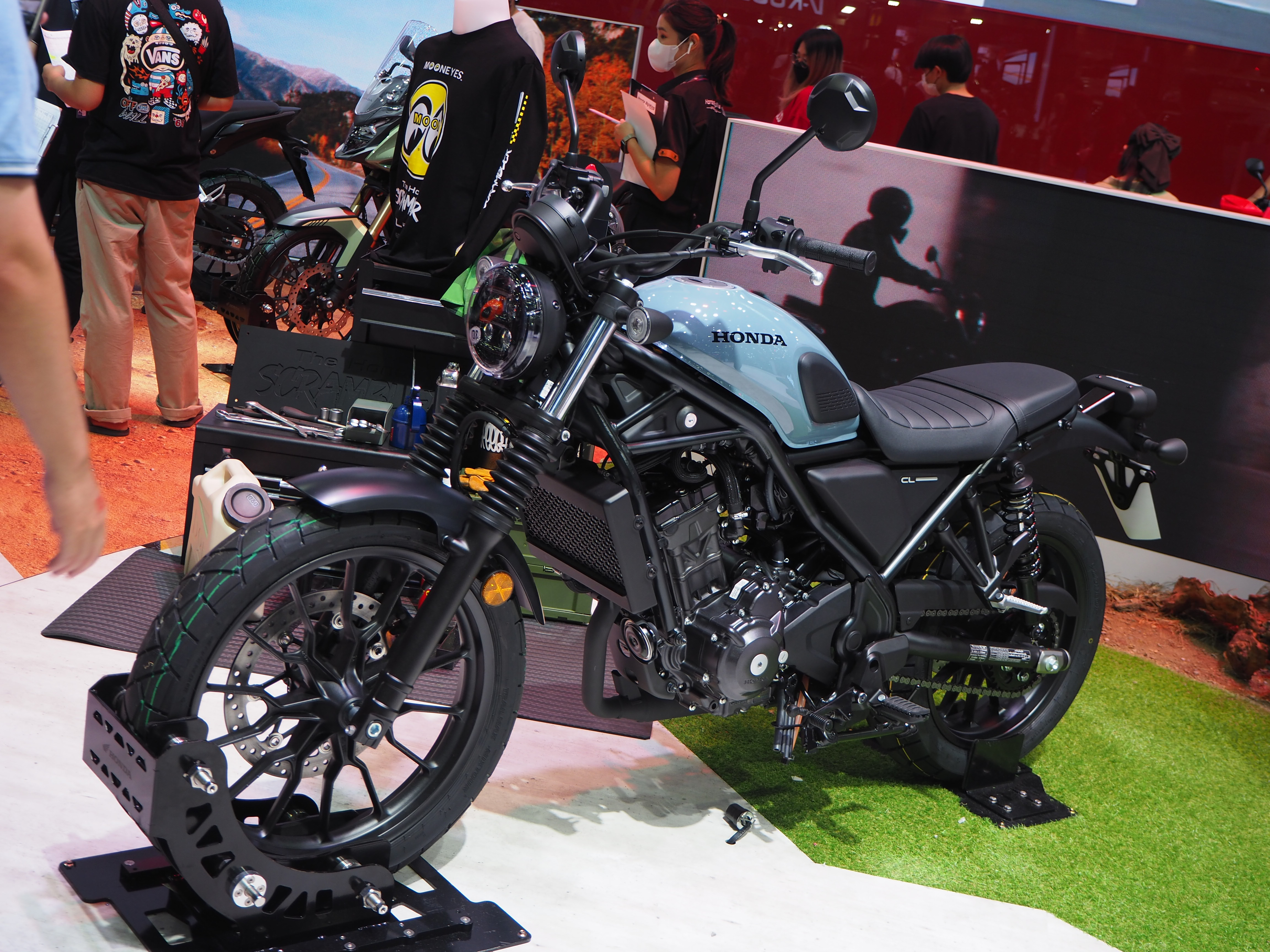
CL250 海外仕様のCL300
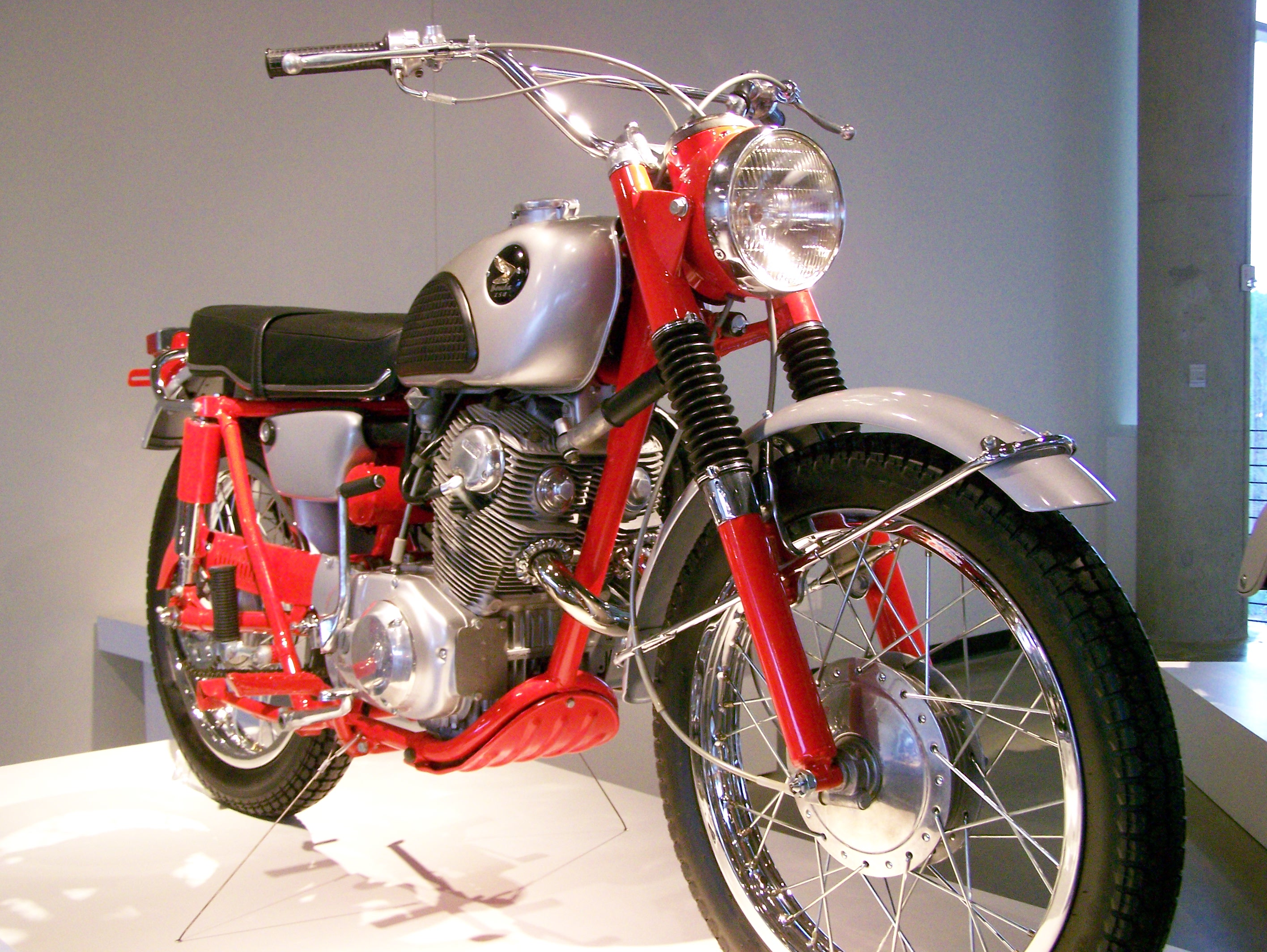
ドリームCL72スクランブラー ホンダコレクションホール所蔵車
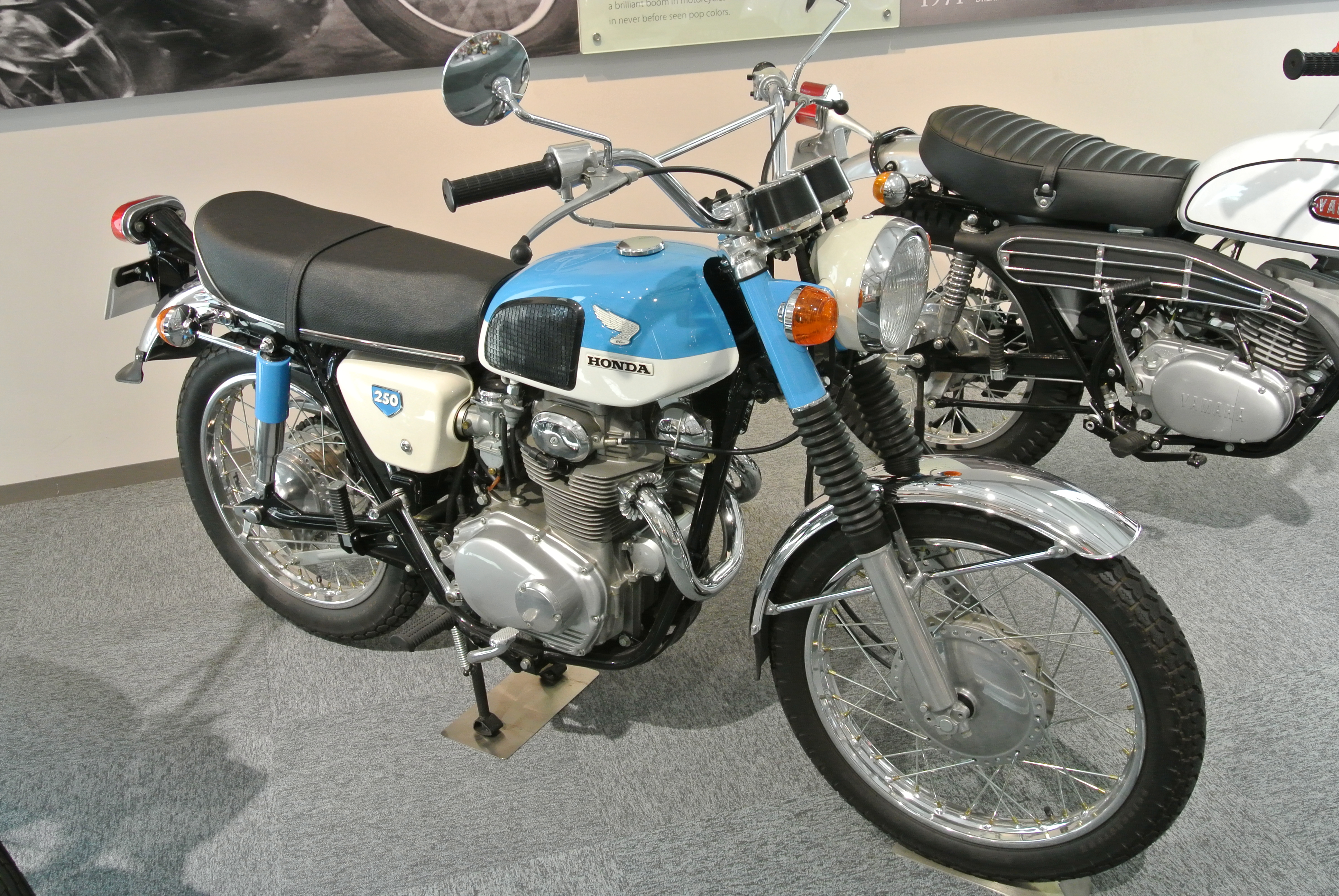
ドリームCL250 ホンダコレクションホール所蔵車

### 251cc以上
| 車名                        | 製造開始 | 製造終了 | エンジン形態 | 姉妹車 （ベースモデル）       | 備考                              |
| --------------------------- | -------- | -------- | ------------ | ----------------------------- | --------------------------------- |
| ドリームCL77 スクランブラー | 1962年   | 1968年   | 並列2気筒    | ドリームCB77 スーパースポーツ | 当初は輸出専用 日本では1966年発売 |
| ドリームCL350               | 1968年   | 1974年   | 並列2気筒    | ドリームCB350                 |                                   |
| CL360                       | 1974年   | 1977年   | 並列2気筒    | ドリームCB360T                | 輸出専用仕様                      |
| CL400                       | 1998年   | 2002年   | RFVC単気筒   | CB400SS                       |                                   |
| ドリームCL450               | 1968年   | 1974年   | 並列2気筒    | ドリームCB450                 | 当初は輸出専用 日本では1970年発売 |
| CL500                       | 2022年   |          | 並列2気筒    | レブル500                     |                                   |

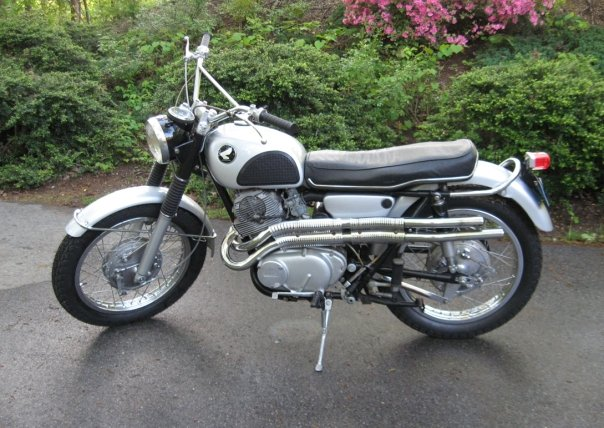
ドリームCL77スクランブラー
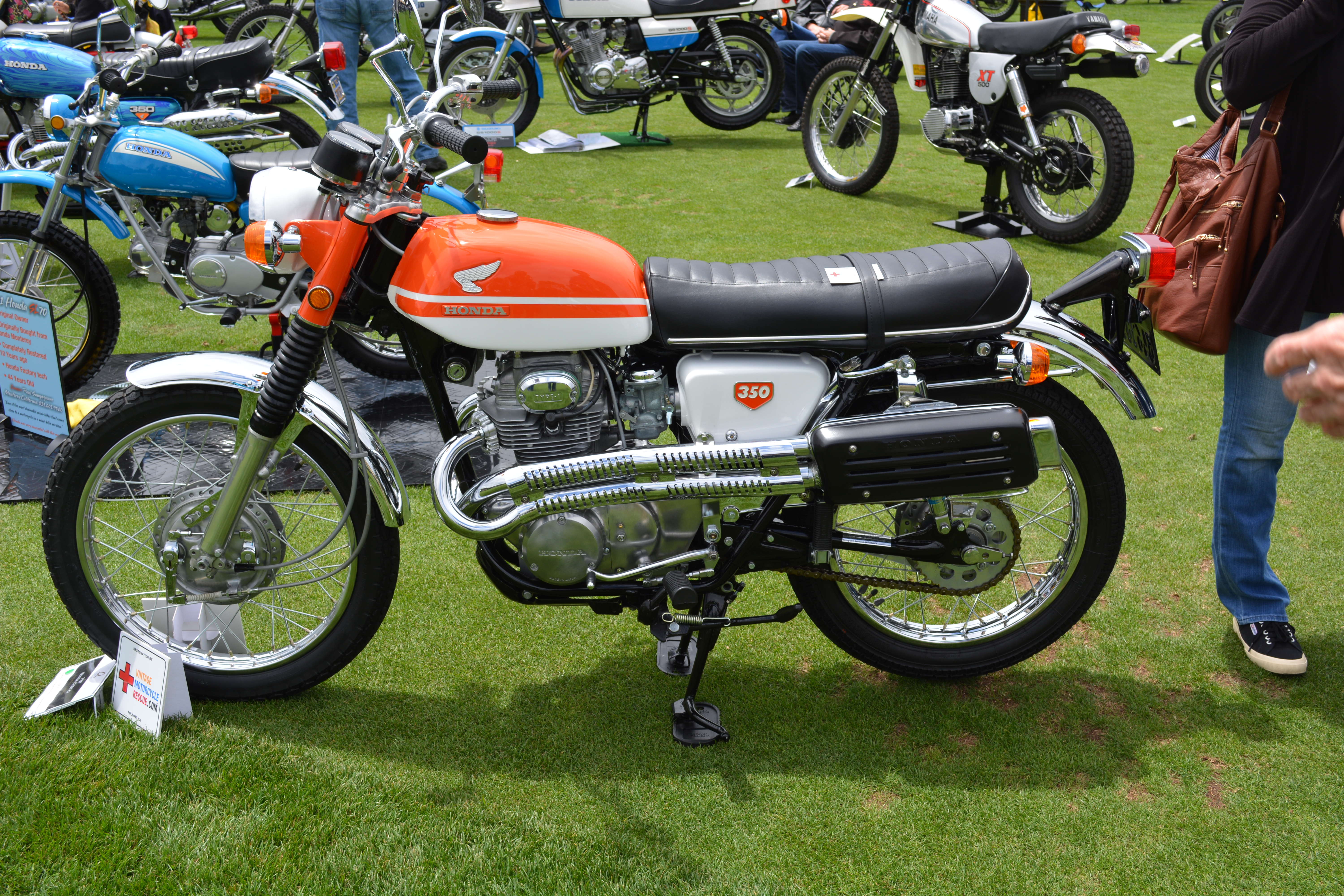
CL350 海外向け輸出仕様
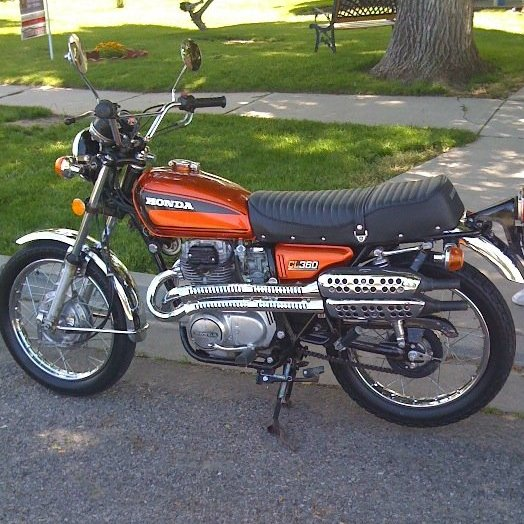
CL360
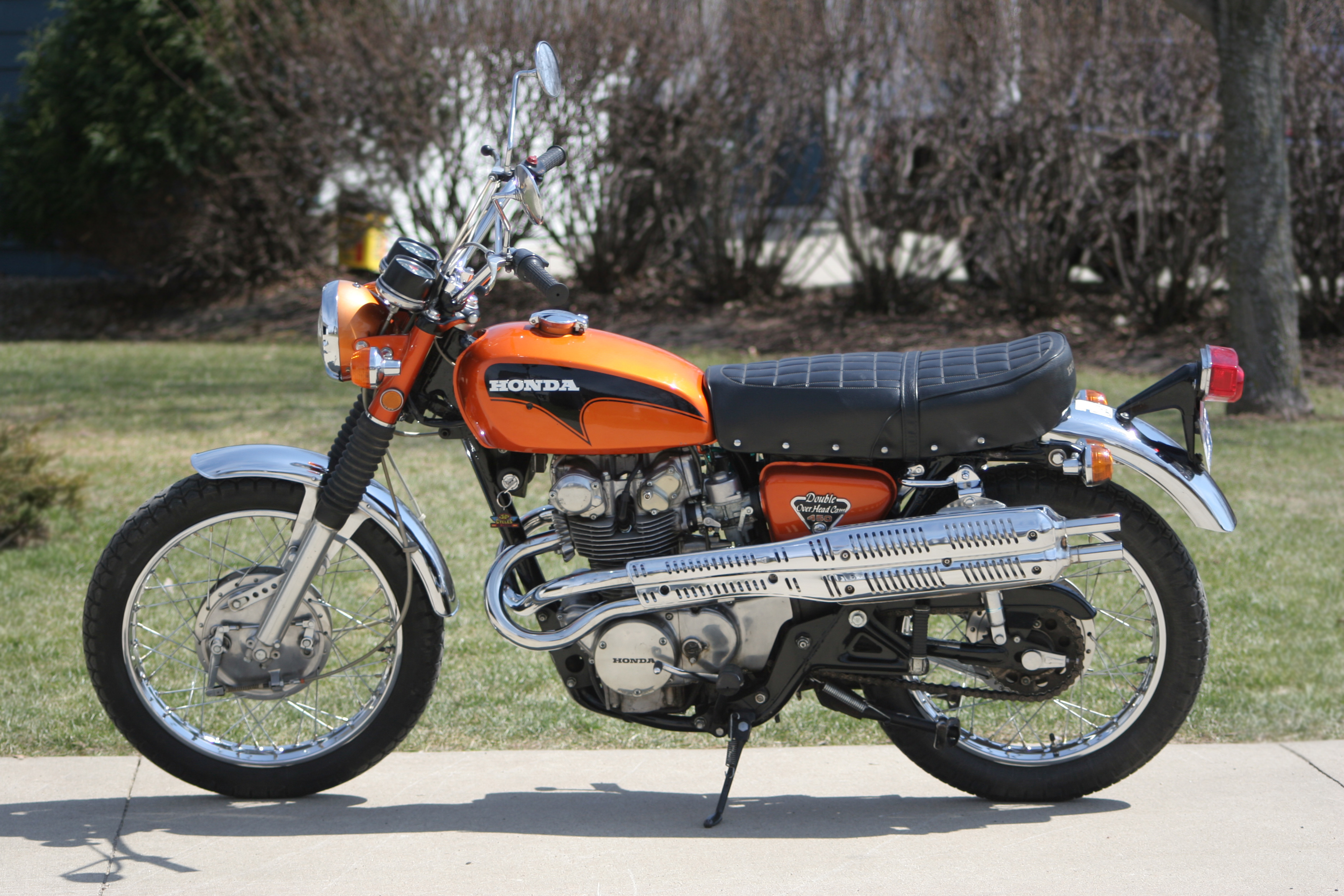
ドリームCL450
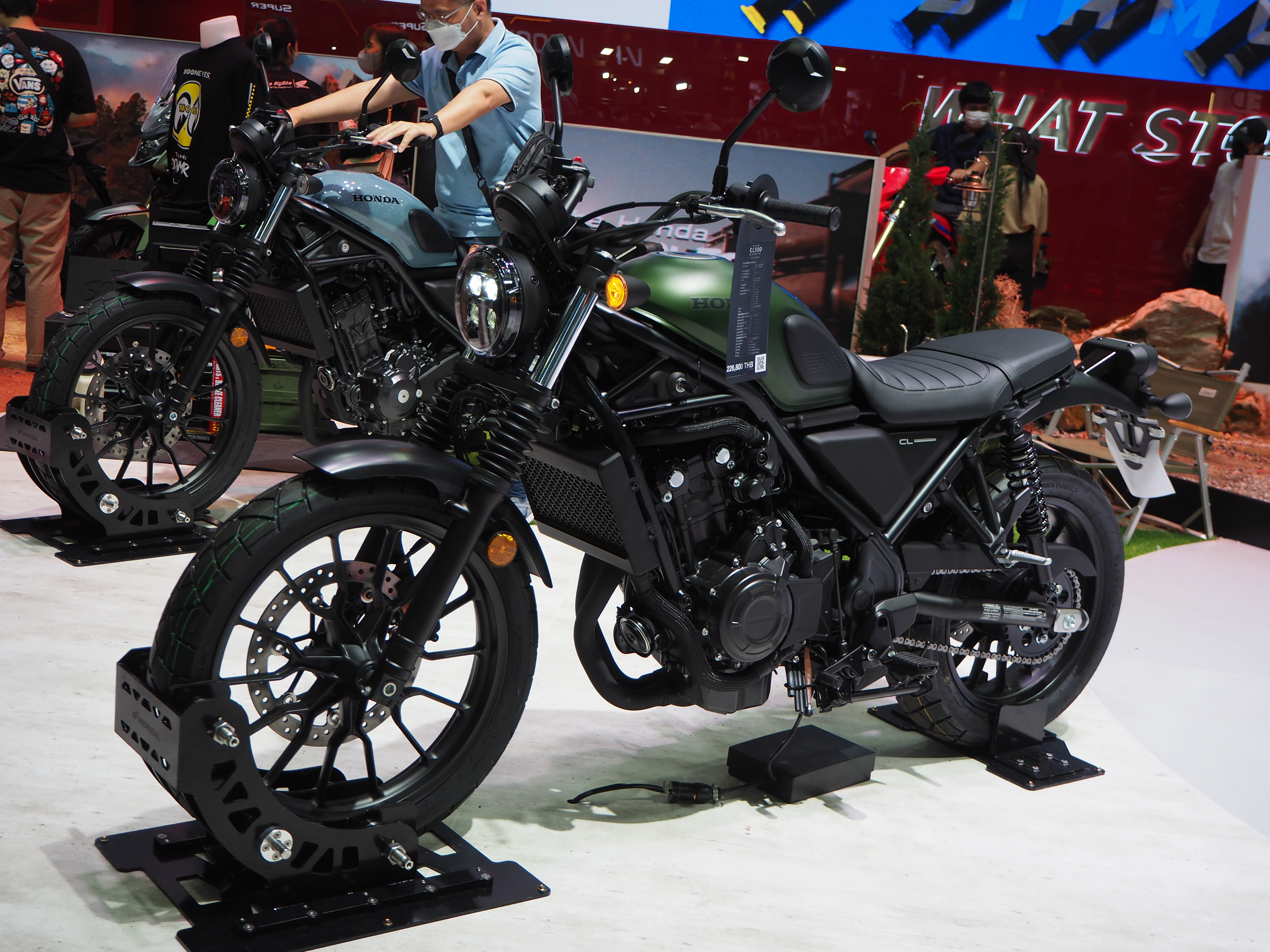
CL500